# Expedición Transantártica 2005-2006

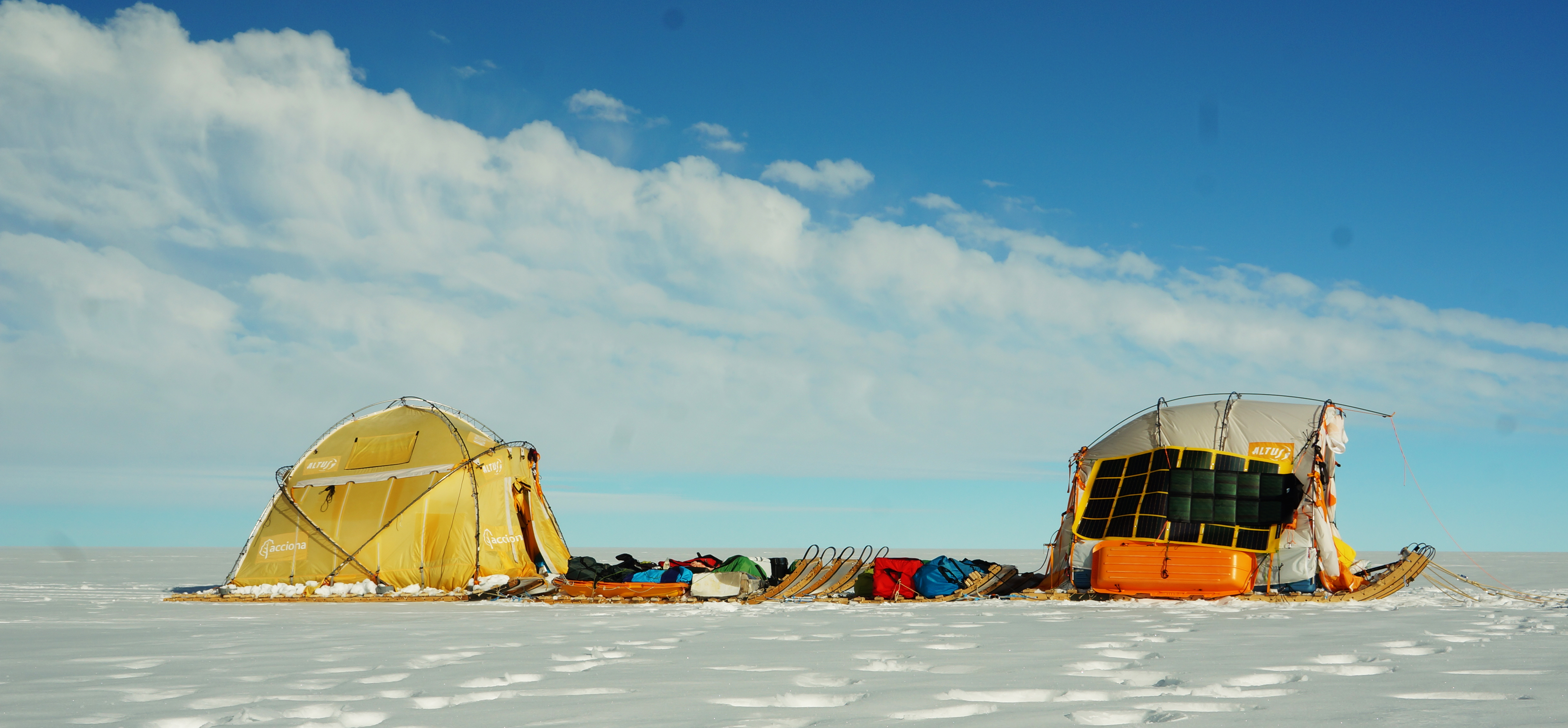
Trineo de Viento, en la expedición de Larramendi a Groenlandia de 2016.

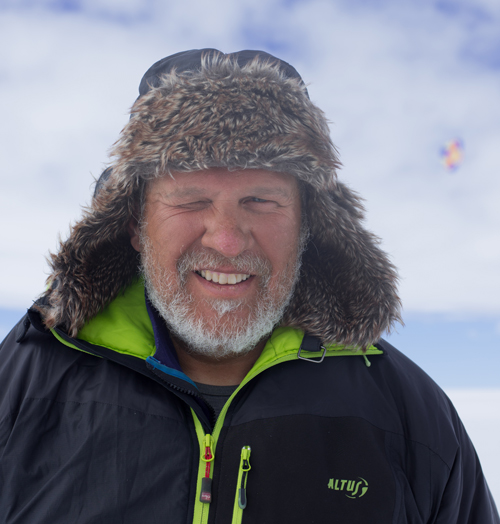
Ramón Hernando de Larramendi.

La expedición Transantártica 2005-2006 fue la primera navegación a través de la Antártida realizada exclusivamente con un vehículo movido por energías renovables. En 63 días (del 10 de noviembre al 12 de enero), tres expedicionarios españoles, liderados por el explorador polar Ramón Hernando de Larramendi, recorrieron con éxito un total de 4500 kilómetros a bordo del trineo de viento (entonces denominado ‘catamarán polar’), el vehículo diseñado por Larramendi que utiliza la energía eólica mediante grandes cometas para viajar por desiertos helados. La expedición fue la primera de la historia en alcanzar el polo sur de inaccesibilidad, según las coordinadas fijadas por el BAS (British Antarctic Survey). Es el lugar más alejado de la costa del continente antártico. El equipo lo formaban, además del explorador, el geólogo Juan Manuel Viu y el biólogo e ingeniero experto en energías renovables Ignacio Oficialdegui. 

## Antecedentes
Antes de esta expedición, Larramendi realizó cuatro travesías en Groenlandia con el trineo de viento que sirvieron para depurar la técnica y el diseño del trineo. El explorador, conocedor de que en el continente antártico hay fuertes vientos, quería probarlo en una expedición de largo recorrido. En 2003 el proyecto tuvo el visto bueno del Comité Polar Español para realizar su aventura. Al reto geográfico del proyecto, se sumó el científico debido a que el investigador Eduardo Martínez de Pisón, de la Universidad Autónoma de Madrid, y la Universidad de Grenoble, decidieron incorporar sus proyectos a la expedición, mediante la recogida de datos sobre nieve y hielo a lo largo de la travesía. La expedición logró financiación de Mapfre, Acciona Energía, Grifone y también del programa ‘Al filo de lo Imposible’ de RTVE, que emitió la aventura un tiempo después de su regreso.

## Expedición
El viaje a la Antártida comenzó en octubre de 2005, vía Sudáfrica. La expedición aterrizó el 2 de noviembre en el aeródromo de Novolázarevskaya, perteneciente a Rusia. Desde allí fueron depositados el 10 de noviembre, por un avión, en un domo glaciar a 2800 metros de altitud. La navegación por el hielo, con un trineo movido por cometas, fue todo un reto, sobre todo por los elevados sastrugis, los vientos laterales y las temperaturas de -50° que llegaron a soportar.
El 11 de diciembre, alcanzaron el polo sur de inaccesibilidad definido por el BAS, en una coordenadas situadas a unos 100 kilómetros de distancia de las que alcanzaron los rusos en una expedición en 1958. Días después también llegaron al polo de inaccesibilidad (lugar más alejado de cualquier punto de la costa). 
Los expedicionarios en algunos momentos alcanzaron grandes velocidades y llegaron a recorrer 1000 kilómetros en seis días, batiendo el récord de distancia recorrida en un solo día (311 kilómetros) con un vehículo no motorizado. El anterior récord, de 270 kilómetros, lo tenía Alan Hubert en la banquisa (mar helado).
La expedición pasó por la base Vostok, tras 3000 kilómetros de recorrido, siendo la segunda expedición no mecanizada que alcanza este punto, después de la que protagonizaron Jean-Louis Etienne y Victor Boyarski con trineos de perros en 1991. Desde allí siguieron ruta hacia la base Progres, en la costa de la Tierra de la Reina Mary, donde pensaban terminar su recorrido. Esta parte de la expedición la realizaron ‘contrarreloj’, dado que el rompehielos que debía sacarlos de la Antártida adelantó su fecha de partida.
Finalmente, el 12 de enero de 2006 alcanzan un punto cercano a la base rusa Progres en el que pudieron ser recogidos por un helicóptero del rompehielos ruso RV Akademik Fyodorov, que tras 20 días de navegación los llevó a Ciudad del Cabo, después de haber culminado un total de 4500 kilómetros por uno de los lugares más inhóspitos de la Tierra.